# 广府会馆
广府会馆，位于中国广东省湛江市徐闻县徐城镇民主路，为徐闻县的一个县级文物保护单位，类型为古建筑，公布时间为2003年12月27日。
广府会馆的历史年代为清代。